# Eragrostis castellaneana
Eragrostis castellaneana là một loài thực vật có hoa trong họ Hòa thảo. Loài này được Buscal. & Muschl. mô tả khoa học đầu tiên năm 1913.